# Carbon/Silicon
Carbon/Silicon es un supergrupo formado por dos destacados músicos del punk, Mick Jones (exguitarrista de The Clash) y Tony James (exbajista de Generation X).

## Historia
Al igual que Big Audio Dynamite, la anterior banda de Mick Jones, Carbon/Silicon busca cambiar la visión tradicional del rock promoviendo el intercambio de archivos por las redes P2P. De hecho, el primer tema compuesto por el dúo, "MPFree", expresa su deseo de utilizar internet como medio de intercambio de música en desmedro de la búsqueda de ganancias personales. La banda comenzó grabando cuatro CD demo, Sample This, Peace, Dope Factory Boogie, The Grand Delusion y The Homecoming, que se distribuyeron desde su web oficial o desde el popular fansite CarbonSilicon.info.
El primer álbum oficial subido a su web fue A.T.O.M. (A Twist of Modern) el 28 de julio de 2006. Poco después, el 14 de octubre de ese año, subieron Western Front junto con algunas regrabaciones de sus primeras canciones. En marzo de 2007 Carbon/Silicon lanzó su tercer disco, Crackup Suite. Ese mismo mes se unieron al grupo Leo "Eazykill" Williams (excompañero de Jones en BAD) en bajo y Dominic Greensmith (ex de Reef) en batería en reemplazo de William Blake y Danny The Red.
El 14 de noviembre de 2009 pusieron en libre descarga su cuarto álbum, The Carbon Bubble, a través de su página web.

## Miembros
- Mick Jones, voz y guitarra (2003-actualidad).
- Tony James, guitarra, bajo y voz (2003-actualidad).
- Leo "Eazykill" Williams, bajo (2007-actualidad).
- Dominic Greensmith, batería (2007-actualidad).
- William Blake, bajo (2003-2005).
- Danny The Red, batería (2003-2005).

## Discografía

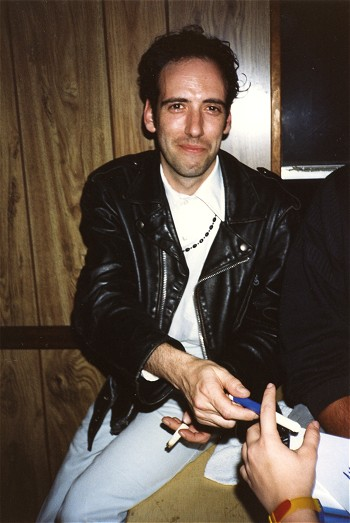
Mick Jones en 1987.

### Demos
- 2003: Sample This, Peace.
- 2003: Dope Factory Boogie.
- 2004: The Grand Delusion.
- 2004: The Homecoming.

### Álbumes de estudio
- 2006: A.T.O.M..
- 2006: Western Front.
- 2007: The Crackup Suite.
- 2009: The Carbon Bubble.[1]

1. "Fresh Start".
2. "What's up Doc?".
3. "Reach for the Sky".
4. "The Best Man".
5. "Unbeliebable Pain".
6. "Make It Alright".
7. "PartyWorld".
8. "Shadow".
9. "Don't Taser Me Bro!".
10. "That's as Good as It Gets".
11. "DisUnited Kingdom".
12. "Believe or Leave".